# Joe Dawson (basket-ball)
Pour les articles homonymes, voir Joe Dawson (homonymie) et Dawson.
Joe Dawson, né le 16 mai 1960, est un joueur américain de basket-ball. Il évolue durant sa carrière au poste d'ailier.

## Palmarès
- All-CBA First Team (1984, 1985)
- All-Star CBA (1983, 1984, 1985)
- All-USBL Second Team (1985)
- MVP du championnat du Venezuela (1986)
- Meilleur marqueur du championnat de France 1986-1987
- All-WBL First Team (1991)